# Homer City
Homer City es un borough ubicado en el condado de Indiana en el estado estadounidense de Pensilvania. En el año 2000 tenía una población de 1,844 habitantes y una densidad poblacional de 1,271.4 personas por km².

## Geografía
Homer City se encuentra ubicado en las coordenadas 40°32′23″N 78°09′33″O / 40.53972, -78.15917.

## Demografía
Según la Oficina del Censo en 2000 los ingresos medios por hogar en la localidad eran de $24,063 y los ingresos medios por familia eran $31,875. Los hombres tenían unos ingresos medios de $24,167 frente a los $14,688 para las mujeres. La renta per cápita para la localidad era de $12,039. Alrededor del 16.5% de la población estaba por debajo del umbral de pobreza.